# 奥斯曼大道

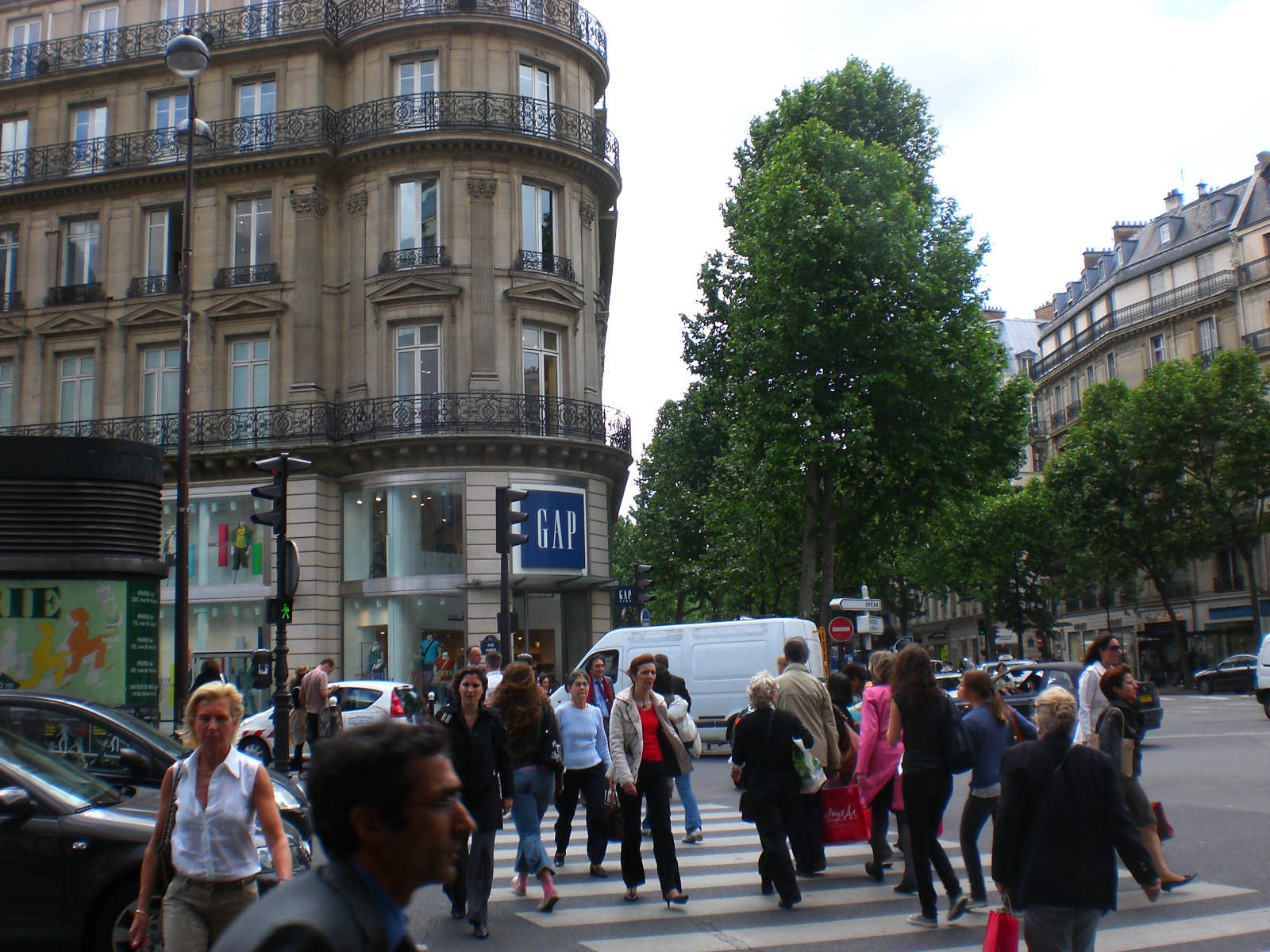
奥斯曼大道

奥斯曼大道（法語：Boulevard Haussmann）长2.53公里，从巴黎第八区延伸到巴黎第九区，是法兰西第二帝国时期由奥斯曼男爵在巴黎开辟的一条宽阔的三线大道。
巴黎老佛爷百货公司和春天百货两大百货公司都坐落在奥斯曼大道。
从1906年到1919年，小说家马塞尔·普鲁斯特居住在这条大道的102号，他在软木内衬的卧室内写作了《追忆逝水年华》的主要部分。